# Gunter z Dobrowody

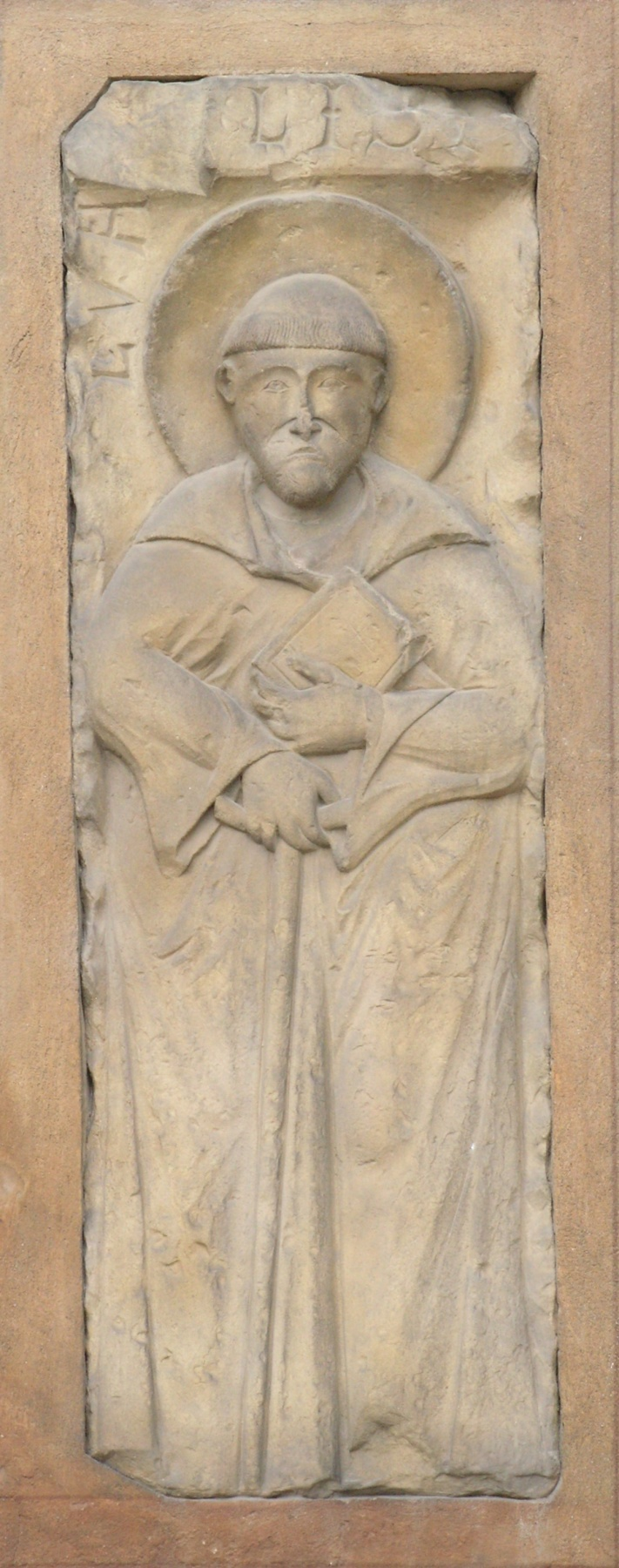
Gunther z Dobrowody

Gunter z Dobrowody (Gunter z Niederalteich) (ur. ok. 955 w Schwarzburgu, zm. 9 października 1045 w Gunthersbergu koło Hartmanic) – niemiecki mnich.
Pochodził ze szlachetnej rodziny z Turyngii. W wieku pięćdziesięciu lat wstąpił do klasztoru. Później odbył pielgrzymkę do Rzymu, a po powrocie z niej rozpoczął życie zakonne w Niederalteich. Odbywszy nowicjat został opatem w Göllingen. Po jakimś czasie zrezygnował z tej godności i wrócił jako zwykły mnich do Niederalteich. Stamtąd usunął się do eremu na górze Rancinga. W 1011 roku przeniósł się na górskie zbocze w okolicy granicy bawarsko-czeskiej. Z czasem dołączyło do niego kilku mnichów, dając w ten sposób początek klasztorowi w Rinchnach.
Później zaproszony przez króla Stefana I Świętego, króla Węgier, i jego żonę Gizelę założył erem na Węgrzech.
Brał udział w sejmach Rzeszy w Ratyzbonie w 1034 roku i w Augsburgu w 1040 roku.
Pod koniec życia osiadł w Dobrowodzie (Gutwasser).
W 1634 roku papież Urban VIII zaaprobował jego kult. Wspomnienie św. Guntera z Dobrowody przypada 9 października. 